# Glass Candy
Glass Candy, originalmente Glass Candy and The Shattered Theatre, è un gruppo musicale statunitense di musica elettronica, formato a Portland, Oregon, nel 1996.

## Formazione
- Ida No - voce
- Johnny Jewel - chitarre, tastiere, polistrumentista

## Discografia

### Album in studio
- 2002 – Love Love Love
- 2005 – The Nite Nurses
- 2006 – Music Dream
- 2007 – B/E/A/T/B/O/X

### Singoli
Nel 2015 il loro brano Warm In The Winter è stato utilizzato per lo spot pubblicitario della compagnia francese Air France.